# Сунчев радијус
| Вредности {\displaystyle 1\,R_{\odot }} | Јединице   |
| --------------------------------------- | ---------- |
| 6,955×108                               | метара     |
| 6,955×105                               | километара |
| 0,0046491                               | АЈ         |
| 432,450                                 | миља       |
| 2,254×10−8                              | парсека    |
| 2,3214753                               | ссек       |

Сунчев радијус представља мерну јединицу за дужину која се користи у астрономији. Користи се за одређивање величине звезда, једнака је радијусу Сунца и означава се симболом {\displaystyle 1\,R_{\odot }}.
Математичка вредност једног сунчевог радијуса је следећа:
{\displaystyle 1\,R_{\odot }=6,955\times 10^{5}{\hbox{ km}}}
Један сунчев радијус има вредност од у просеку око 695.500 километара што чини око 110 полупречника Земље, односно око 10 просечних пречника Јупитера.